# Ceolwulf II de Mercia
Ceolwulf II (muerto c. 879) fue el último rey de Mercia independiente. Sucedió a Burgred de Mercia, depuesto por los Vikingos en 874. Su reinado se data generalmente entre 874 y 879 basado en una lista real merciana que le otorga reinado de cinco años. Aun así, D. P. Kirby argumenta que probablemente reinó durante los primeros años de la década de 880. En 883,  había sido reemplazado por Æthelredo, que sería Señor de Mercia bajo Alfredo el Grande, rey de Wessex.

## Trasfondo dinástico
Basándose en argumentos antroponomicos, se cree que Ceolwulf perteneció a la dinastía C de reyes de Mercia, una familia que se decía descender de Pybba de Mercia. La dinastía C dinastía, empezando por Coenwulf, puede estar relacionada con los gobernantes de Hwicce en el suroeste de Mercia.
La ascendencia inmediata de Ceolwulf es desconocida, pero se cree que pudo ser un descendiente de Ceolwulf a través de su hija Ælfflæd. Ælfflæd se casó en primeras nupcias con Wigmund, hijo de Wiglaf, y luego con Beorhtfrith, hijo de Beorhtwulf. Está claro que Ceolwulf descendía de reyes anteriores. Sus diplomas fueron atestiguados por numerosos nobles y eclesiásticos que habían atestiguado también diplomas de Burgred presenció cartas bajo Ceolwulf, lo que indica su reconocimiento por parte de los mercianos.

## Mercia, Wessex y los Vikingos
La Crónica anglosajona ofrece el relato siguiente de Ceolwulf:
Este año fue el ejército [i.e. el Gran Ejército Pagano] del Reino de Lindsey a Repton, y allí asentó sus cuarteles de invierno, expulsando al rey [i.e. de Mercia], Burgred, más allá del mar, cuándo había reinado aproximadamente dos y veinte inviernos, y sometieron toda aquella tierra.  Entonces fue a Roma, y allí permaneció hasta el final de su vida.  Y su cuerpo yace en la iglesia de Sancta Maria, en la escuela de la nación inglesa.  Y el mismo año dieron a Ceolwulf, un necio barón del rey, el reino de Mercia para que lo tuviera; y juró y entregó rehenes para que el reino estaría listo para ellos cualquier día que necesitaran; y él y todos los que permanecieran con él, al servicio del ejército.
La Crónica fue compilada por orden de Alfredo el Grande, cuñado de Burgred. Este relato se considera que está sesgado y tiene motivaciones políticas, escrito para reforzar las pretensiones de Alfredo y Eduardo el Viejo al señorío de Mercia, evidenciado por un hallazgo de monedas cerca de Watlington en 2015, supuestamente enterrado por vikingos en fuga, que muestran a Ceolwulf como rey igual a Alfredo.
Se cree que el reino de Ceolwulf quedó reducido a las zonas septentrionales y occidentales de Mercia.

## Gales
En 878, el rey Rhodri Mawr de Gwynedd murió luchando contra los ingleses. Como Alfredo se encontraba luchando contra los Vikingos, y Mercia había reclamado tradicionalmente su hegemonía sobre Gales, el líder inglés fue probablemente Ceolwulf. En 881 los hijos de Rhodri derrotaron a los mercianos en la Batalla del Conwy, una victoria descrita en los anales galeses como "venganza de Dios por Rhodri". El líder merciano fue Edryd Long-Hair, con casi total seguridad el sucesor de Ceolwulf, Æthelred.

## Moneda y Londres
Tres tipos de penique han sido encontrados emitidos en nombre de Ceolwulf. La mayoría fueron acuñados en Londres, y del tipo designado como Cross-and-Lozenge, usado también por Alfredo de Wessex. Las monedas de Ceolwulf parecen estar relacionadas con las de Alfredo, y se ha sugerido que ambos reyes estuvieran cooperando contra los Vikingos.
Simon Keynes y el numismático Mark Blackburn inicialmente sugirieron que en aproximadamente 875, Alfred era el único gobernante reconocido en Londres, mientras que la implicación de Ceolwulf se habría producido a finales de su reinado, 879. Aun así, en 1998, salió a la luz otro penique acuñado según Cross-and-Lozenge en nombre de Ceolwulf, aparentemente contemporáneo de las más antiguas acuñaciones de Alfredo.